# Paul Dawson
Paul Dawson (...) è un attore statunitense, famoso per aver interpretato James, nel film Shortbus - Dove tutto è permesso, scritto e diretto da John Cameron Mitchell.

## Vita privata
Dawson è omosessuale ed ha una relazione sentimentale con PJ DeBoy.

## Filmografia
- Great Performances, nell'episodio "Sam Shepard: Stalking Himself" (1998)
- Law & Order - I due volti della giustizia (Law & Order), nell'episodio "Orgoglio bianco" (1999)
- Strangers with Candy, nell'episodio "Old Habits - New Beginnings" (1999)
- The Big Kahuna (The Big Kahuna) (1999)
- The Blur of Insanity (1999)
- Urbania (2000)
- The Mountain King (2000) Cortometraggio
- Boys to Men (Boys to Men) (2001)
- Shortbus - Dove tutto è permesso (Shortbus) (2006)